# Вилхелм Майбах
Вилхелм Майбах (на немски: August Wilhelm Maybach) е германски машинен инженер, изтъкнат автоконструктор и индустриалец.
Когато Вилхелм е на 8 години, семейството му се мести от Льовенщайн (Вюртемберг) в Щутгарт. Три години по-късно той осиротява. 13 години след това той живее в приют за сираци в Ройтлинген. Там изучава професията на чертожник и конструктор.
Там за първи път среща Готлиб Даймлер, в чиито задължения като ръководител на машиностроителен завод влиза и шефство над приюта. Вилхелм Майбах е разпределен като помощник на Даймлер.

## За него
- Niemann, Harry. Mythos Maybach, 4. Aufl., Stuttgart 2002
- Niemann, Harry. Maybach – der Vater des Mercedes, 3. Aufl., Stuttgart 2000
- Niemann, Harry. Wilhelm Maybach – König der Konstrukteure, 1. Aufl., Stuttgart 1995
- Rathke, Kurt. Wilhelm Maybach – Anbruch eines neuen Zeitalters, 1. Aufl., Friedrichshafen 1953
- Rauck, Max J. Wilhelm Maybach: der grosse Automobilkonstrukteur. Baar 1979.